# Rebel Wilson
Rebel Melanie Elizabeth Wilson (n. 2 martie 1980, Sydney, Noul Wales de Sud, Australia) este o actriță, scriitoare și producătoare australiană. După ce a absolvit de la Australian Theatre for Young People în 2003, a început să apară ca Toula în serialul de comedie Pizza și schițele The Wedge. În 2008, Wilson a scris, a produs și a jucat în comedia muzicală Bogan Pride. În anul următor, a câștigat premiul pentru cea mai bună actriță Tropfest pentru rolul ei în Bargain și a apărut ca invitat în City Homicide. La scurt timp după mutarea în Statele Unite, Wilson a jucat rolul lui Brynn în filmul Bridesmaids.
Wilson a apărut și în A Few Best Men, What to Expect When You're Expecting și Struck by Lightning, ceea ce a făcut ca Variety să o numească ca una din „Top Zece Comedieni de Urmărit 2011”. A jucat ca Becky în Bachelorette și în seria de comedie muzicală Pitch Perfect Fat Amy, un rol care i-a adus mai multe nominalizări și premii, printre care MTV Best Breakthrough Performance Award și Premiul Teen Choice pentru Choice Movie Actress. Ea a creat și a jucat în Super Fun Night, o comedie de televiziune care a fost difuzată timp de un sezon pe ABC.

## Viață personală
În iulie 2011, Wilson a devenit purtătoare de cuvânt pentru compania de nutriție și slăbit Jenny Craig din Australia. În ianuarie 2012, Wilson a spus în The Daily Telegraph că a pierdut 10 kilograme de la începerea programului.
Wilson a afirmat că producătorii filmului Pitch Perfect nu i-au permis să piardă mai mult în greutate în timpul filmărilor, deoarece contractul ei menționa că trebuie să rămână la aceeași dimensiune. Ea a spus că, odată ce angajamentele filmului au expirat, ea ar vrea să înceapă dieta din nou pentru a ajunge la o greutate de 80 de kilograme. În februarie 2013, a confirmat că anulase înțelegerea cu Jenny Craig în anul precedent.
Wilson și Matt Lucas, co-starul din Bridesmaids, au locuit împreună în West Hollywood din septembrie 2012 până în 2015.
În iulie 2015, Wilson și-a declarat sprijinul pentru legi mai stricte pentru arme în SUA după incidentul din 2015 din Lafayette, declarând că „nu-mi place să intru în politică, dar America trebuie să urmeze exemplul Australiei în materie de arme. Nu-mi amintesc de un astfel de incident în Australia de când au revizuit legile armamentului. Se pare că în fiecare săptămână în America există un astfel de incident. Vreau doar ca oamenii să fie în siguranță, mai ales oamenii care fac unul dintre lucrurile mele preferate—mersul la film pentru a se distra”.

## Filmografie

### Film
| An   | Titlu                                   | Rol              | Note                 |
| ---- | --------------------------------------- | ---------------- | -------------------- |
| 2003 | Fat Pizza                               | Toula            |                      |
| 2007 | Ghost Rider                             | Girl in Alley    |                      |
| 2009 | Bargain!                                | Linda            | Film de scurt metraj |
| 2011 | Bridesmaids                             | Brynn            |                      |
| 2011 | A Few Best Men                          | Daphne Ramme     |                      |
| 2012 | Bachelorette                            | Becky Archer     |                      |
| 2012 | Small Apartments                        | Rocky            |                      |
| 2012 | Struck by Lightning                     | Malerie Baggs    |                      |
| 2012 | What to Expect When You're Expecting    | Janice           |                      |
| 2012 | Ice Age: Continental Drift              | Raz              | Voce                 |
| 2012 | Pitch Perfect                           | Fat Amy          |                      |
| 2013 | Pain & Gain                             | Robin Peck       |                      |
| 2014 | Night at the Museum: Secret of the Tomb | Tilly            |                      |
| 2015 | Pitch Perfect 2                         | Fat Amy          |                      |
| 2016 | How to Be Single                        | Robin            |                      |
| 2016 | Grimsby                                 | Dawn Grobham     |                      |
| 2016 | Absolutely Fabulous: The Movie          | Flight attendant | Cameo                |
| 2017 | Pitch Perfect 3                         | Fat Amy          |                      |
| 2019 | Isn't It Romantic                       | Natalie          | Și producătoare      |
| 2019 | The Hustle                              | Penny Rust       | Și producătoare      |
| 2019 | Jojo Rabbit                             | Fraulein Rahm    | Post-producție       |
| 2019 | Cats                                    | Jennyanydots     | Post-producție       |

### Televiziune
| An        | Titlu                         | Rol                    | Note                                             |
| --------- | ----------------------------- | ---------------------- | ------------------------------------------------ |
| 2003–2007 | Pizza                         | Toula                  | Sezoanele 3–5, Pizza World și Pizza World Record |
| 2006–2007 | The Wedge                     |                        | 47 de episoade                                   |
| 2007–2009 | Thank God You're Here         |                        | Episoade: "3.04", "3.09", "4.03" & "4.09"        |
| 2008      | Bogan Pride                   | Jennie Cragg           | 6 episoade                                       |
| 2008      | Monster House                 | Penelope Webb          | 10 episoade                                      |
| 2009      | Talkin' 'Bout Your Generation | Generation Y Guest     | "Seria 1, Episodul 3"                            |
| 2009      | City Homicide                 | Sarah Gilbert          | Episodul: "Dead Weight"                          |
| 2009      | The Breast Darn Show in Town  | Însăși                 |                                                  |
| 2010      | Rules of Engagement           | Sara                   | Episodul: "Les-bro"                              |
| 2011      | Workaholics                   | Big Money Hustla       | Episodul: "Straight Up Juggahos"                 |
| 2013      | Can of Worms                  | Însăși                 | Episodul: "Season 3, Episode 2"                  |
| 2013      | 2013 MTV Movie Awards         | Gazdă                  |                                                  |
| 2013–2014 | Super Fun Night               | Kimmie Boubier         | Creator, Rol principal; 17 episoade              |
| 2015      | Pompidou                      | Fancy Dress Contestant | Episodul: "Hoarder"                              |
| 2016      | The Big Music Quiz            | Însăși                 | Episoadele 2 &amp; 8                             |
| 2016      | Travel Man                    | Însăși                 | Episodul: Christmas Special                      |